# Periode (Physik)
In der Physik bezeichnet die Periode das kleinste örtliche oder zeitliche Intervall, nach dem sich eine veränderliche Erscheinung wiederholt. Der Begriff Periode wird vorzugsweise bei Schwingungen und Wellen angewendet.

## Schwingungen

### Festlegungen
In Bezug auf Schwingungen sind Perioden als Größe der Zeit definiert und werden auch als Periodendauer oder Schwingungsdauer (selten: Schwingungszeit) bezeichnet. Sie erhalten für gewöhnlich das Formelzeichen {\displaystyle T} und werden in der Maßeinheit Sekunde angegeben. Beispiele für periodische Funktionen in Form von Wechselspannungen zeigt das Bild.

Beispiele für nach einer Zeit periodische Funktionen

Kennzeichnend für die Periodizität nach der Zeit {\displaystyle T} ist die Beziehung
{\displaystyle f(t)=f(t+T)}     für eine beliebige Zeit {\displaystyle t} und für {\displaystyle T} = konst > 0.
Der Kehrwert {\displaystyle 1/T} wird als Frequenz (übliches Formelzeichen: {\displaystyle f}) bezeichnet und hat die Maßeineineit Hertz (1 Hz = 1/s).
{\displaystyle f={\frac {1}{T}}\ .}
Beispiel: Der in Europa übliche Wechselstrom hat eine Frequenz von 50 Hz und damit eine Periodendauer von
{\displaystyle T_{50}={\frac {1}{50\;\mathrm {Hz} }}=1/50\;\mathrm {s} =20\;\mathrm {ms} \ .}
Die sinusförmige oder harmonische Schwingung wird häufig nicht als Funktion der Zeit {\displaystyle t}, sondern als Funktion des Phasenwinkels {\displaystyle \varphi } beschrieben.
{\displaystyle \varphi (t)=\omega t+\varphi _{0}=2\pi {\frac {t}{T}}+\varphi _{0}}
mit der Kreisfrequenz {\displaystyle \omega =2\pi f={\frac {2\pi }{T}}\ .}
Dann entspricht der Periodendauer ein Umlauf mit dem Vollwinkel {\displaystyle \omega T=2\pi =2\pi \,\mathrm {rad} =360^{\circ }.}
Bei der Frequenzmodulation wird die Periodendauer mitmoduliert, sie bleibt aber im zeitlichen Mittel doch konstant.
Neben den harmonischen Schwingungen gibt es allgemein periodische Schwingungen. Dazu gehören beispielsweise periodisch geschaltete Vorgänge (Impulsfolgen) und gestufte periodische Vorgänge (Digitalsignale), so dass für diese ebenfalls eine Periodendauer kennzeichnend ist. Beispielsweise arbeitet die Pulsdauermodulation mit einer konstanten Pulsperiodendauer bei modulierter Impulsdauer.

### Messung
Die Periodendauer wird vorwiegend durch elektronische Zählschaltungen gemessen. Es wird ein Takt-Signal gezählt, das möglichst genau mit einer ganzzahligen Zehnerpotenz der Einheit Hertz schwingt. Dabei wird die Dauer der Zählung durch genau eine Periode der zu messenden Frequenz begrenzt (oder ein Zehnerpotenz-Vielfaches davon). Um eine kleine relative Quantisierungsabweichung zu erzielen, wird ein hoher Zählerstand angestrebt.
Beispiel: Ein Referenztakt schwingt exakt mit 106 Hz = 1 MHz und erzeugt Zählimpulse in einem Abstand von 1 μs. Wird dieser Takt befristet gezählt für die Dauer einer unbekannten Periode und kommt man auf einen Zählerstand 50, so beträgt die Periodendauer 50 μs. 
Wird über 1000 Perioden gezählt, wird der Zählerstand tausendfach größer. Dieser wird durch 1000 geteilt durch Komma-Verschiebung; beim Zählerstand 50020 beträgt die Periodendauer 50,020 μs.
Statt die Periodendauer zu messen, kann bei relativ kleiner Periodendauer auch die Frequenz gemessen und dann umgerechnet werden. Dann wird die Anzahl der Perioden in einer festen Zeit gezählt. Dazu wird die Zeit aus dem Referenztakt abgeleitet.
Beispiel mit denselben Daten wie zuvor: Bei {\displaystyle T} = 50 μs wird {\displaystyle f} = 20 kHz erwartet. Wird während 106 Perioden der Referenzfrequenz, also während 1 s die Anzahl der Schwingungsperioden gezählt, so beträgt bei einem Zählerstand 19992 der Messwert 19992 Hz und umgerechnet das Messergebnis 50,020 μs.

## Wellen
Wellen sind sowohl Funktionen der Zeit als auch des Ortes. Hier ist zu unterscheiden zwischen
- Periodendauer für sich nach einem festen Zeitintervall wiederholende Vorgänge (zeitlich periodisch) und
- Periodenlänge für sich nach einem festen Abstand im Raum wiederholende Vorgänge (räumlich periodisch).

Für eine einfache sinusförmige Welle mit der Ortskoordinate {\displaystyle x} wird in der Sinusfunktion das Argument
{\displaystyle \varphi =2\pi \,\left({\frac {t}{T}}\pm {\frac {x}{\lambda }}\right)+\varphi _{0}}
verwendet. Hierbei steht {\displaystyle \lambda } für die Periodenlänge oder Wellenlänge, der Kehrwert {\displaystyle 1/\lambda } für die Ortsfrequenz oder Wellenzahl. Für eine in {\displaystyle x}-Richtung fortschreitende Welle gilt das Minuszeichen.